# Bringin’ On the Heartbreak
Bringin' On the Heartbreak – ballada rockowa zespołu Def Leppard, wydana w 1981 roku jako singel promujący album High 'n' Dry.
Piosenka opowiada o tajemniczej kobiecie, która nie chce pokochać podmiotu lirycznego, czym doprowadza go do obłędu. Podmiot liryczny nie może przestać myśleć o kobiecie.
Do utworu został nakręcony teledysk w reżyserii Douga Smitha. Został on zrealizowany 22 lipca 1981 roku w Royal Court Theatre w Liverpoolu. W 1982 roku MTV rozpoczęła częstą emisję klipu, co przyczyniło się do wzrostu popularności grupy. W 1984 roku nagrano nową wersję teledysku, który wyreżyserował David Mallet.
Pierwsza wersja utworu nie była notowana na listach. Po sukcesie albumu Pyromania piosenka została zremiksowana i opublikowana na nowej wersji albumu High 'n' Dry. Zajęła wówczas 61. miejsce na liście Billboard Hot 100.

## Twórcy
- Joe Elliott – wokal
- Steve Clark – gitary
- Pete Willis – gitary
- Rick Savage – gitara basowa
- Rick Allen – perkusja

## Covery
Piosenka była coverowana przez takich artystów, jak Mariah Carey, Randy Castillo oraz Phil Lewis. Wersja Carey zajęła 28. miejsce na liście Schweizer Hitparade oraz 55 pozycję na liście Ö3 Austria Top 40.